# Вилцане, Маргарита
Маргари́та Ви́лцане (латыш. Margarita Vilcāne; род. 16 декабря 1940) — советская и латвийская эстрадная певица, заслуженная артистка Латвийской ССР (1977).

## Биография
Родилась 16 декабря 1940 года в городе Томске. В Латвии с 1945 года. Окончила 24-ю Рижскую среднюю школу. Была солисткой оркестра Рижского электромеханического завода, эстрадного ансамбля «Rīga» (1962—1969), Рижского эстрадного оркестра (1969—1975), эстрадного ансамбля Латвийской государственной филармонии «Tip Top».
С 1967 года пела в дуэте с певцом Ояром Гринбергом. В 1977 дуэт исполнил песню «Листья желтые», обретя огромную популярность в СССР, песня вышла в финал фестиваля Песня-77, занимала вторые места в хит-параде газеты «Московский комсомолец» (в рубрике «Звуковая дорожка»). Принимала участие в записи студийных альбомов Раймонда Паулса «Tev, mana labā» (1969) и «Tik dzintars vien» (1970). В 1977 году выпустила сольный альбом «Cher ami». Участвовала в постановке мюзикла «Слуги дьявола» (2005).

## Признание
- Заслуженная артистка Латвийской ССР (1977).
- Национальная латвийская награда за лучшую музыкальную запись года (2006).
- Офицер ордена Трёх звёзд (2015).

## Личная жизнь
Сын — Андрис Вилцанс, музыкант, композитор, автор рок-опер «Фауст» и «Дон Жуан» и детского балета «Алиса», проживает в США.
Вдова. С 1981 по 2020 год была замужем за писателем Юрием Скопом.. В 2006 году супруги венчались в церкви Святого Франциска в Риге.